# Schaumboden
Schaumboden je naselje v Občini Frauenstein v Okraju Šentvid ob Glini na Koroškem v Avstriji.